# Villelaure
Villelaure é uma comuna francesa na região administrativa da Provença-Alpes-Costa Azul, no departamento de Vaucluse. Estende-se por uma área de 18,25 km². Em 2010 a comuna tinha 3 504 habitantes (densidade: 192 hab./km²).